# Agnéta
Az Agnéta az Ágnes latinos, kicsinyítőképzős változata.

## Rokon nevek
Agnabella, Ági, Ágnes, Bara, Baranka, Aglent, Inez

## Gyakorisága
Az újszülötteknek adott nevek körében az 1990-es években szórványosan fordul elő. A 2000-es és a 2010-es években sem szerepelt a 100 leggyakrabban adott női név között.
A teljes népességre vonatkozóan az Agnéta sem a 2000-es, sem a 2010-es években nem szerepelt a 100 leggyakrabban viselt női név között.

## Névnapok
január 21., január 28., március 6., június 8., november 16.

## Híres Agnéták
- Agnetha Fältskog svéd énekesnő